# دراکولا (مجموعه تلویزیونی ۲۰۲۰)
دراکولا (انگلیسی: Dracula) یک مجموعهٔ تلویزیونی درام-ترسناک است که توسط مارک گیتیس و استیون موفات بر پایه رمانی به همین نام (۱۸۹۷) اثر برام استوکر ساخته شده‌است. نخستین نمایش این سریال سه قسمتی در ژانویه ۲۰۲۰ بود و قبل از انتشار در نتفلیکس طی سه روز متوالی از بی‌بی‌سی وان پخش شد. کلیس بنگ بازیگر شخصیت کنت دراکولا است.

## پیرنگ داستان
این سریال دراکولا را از خاستگاهش در اروپای شرقی تا نبردهای او با نوادگان آبراهام ون هلسینگ و فراتر از آن را دنبال می‌کند. در توضیحات نتفلیکس آمده‌است: «افسانه کنت دراکولا با داستان‌های جدیدی تغییر می‌کند که جنایات وحشتناک خون‌آشام را تجسم می‌بخشد و آسیب‌پذیری او را آشکار می‌کند.»

## بازیگران
- کلیس بنگ در نقش کنت دراکولا
- دالی ولز در نقش خواهر آگاتا/دکتر ون هلسینگ
- جان هفرنان در نقش جاناتان هارکر
- مورفید کلارک در نقش مینا هارکر
- جونا اسکانالان در نقش راهبه اعظم
- لوژا ریشتر در نقش النا
- جاناتان آریس در نقش کاپیتان سوکولوف
- ساشا دوان در نقش دکتر شارما
- ناتان استیورات-جارت در نقش آدیسا
- کلایو راسل در نقش والنتین
- کاترین شل در نقش دوشس والریا
- یوسف کرکور در نقش اولگارن
- الک اوتگوف در نقش آبراموف
- ناتاشا رادسکی در نقش مادر
- متیو بیرد در نقش جک سوارد
- مارک گیتیس در نقش رنفیلد
- لیندزی مارشال در نقش بلوکسام
- فیل دانستر در نقش کوینسی موریس
- سارا نایلز در نقش مگ
- پاتریک والشی مک براید در نقش لرد روثون
- لیلی دادسورث-ایوانز در نقش دورابلا
- ساموئل بلنکین در نقش پیوتر
- لیدیا وست در نقش لوسی وستنرا
- شانل کرسول در نقش کاتلین
- پل برنن در نقش فرمانده ایروینگ
- جان مک کریا در نقش زیو

## اپیزودها
| شم. | کارگردان    | نویسنده                   |
| --- | ----------- | ------------------------- |
| ۱ | جانی کمبل   | مارک گیتیس و استیون موفات |
| قوانین هیولا: جاناتان هارکر یک وکیل انگلیسی است که برای دیدار با موکل جدیدش به ترانسیلوانیا سفر می‌کند. او که برای نهایی کردن خرید ملکی در لندن به آنجا رفته، ناگهان خود را در قلعه‌ای ترسناک و مرموز می‌بیند و با یک کنت خون‌آشام که قصد تسخیر جهان را دارد، مواجه می‌شود. در طول اقامت هارکر، دراکولا با تغذیه از خون او جوان شده، در حالی که جاناتان به‌طور فزاینده‌ای ضعیف می‌شود. هارکر با جستجوی قلعه، سایر قربانیان دراکولا را می‌یابد. دراکولا برخی از آنها که ویژگی‌های انسانی خود را حفظ کرده‌اند، عروسان خود توصیف می‌کند. دراکولا هارکر را می‌کشد که بلافاصله زنده شده و خود را به رودخانه می‌اندازد. مدتی بعد هارکر را در دریا پیدا کرده و به صومعه‌ای منتقل می‌کنند، اما او که حافظه‌اش مختل شده، توسط خواهر آگاتا ون هلسینگ و راهبه‌ای دیگر که در واقع نامزدش مینا است، بازجویی می‌شود. |             |                           |
| ۲ | دیمون توماس | مارک گیتیس و استیون موفات |
| شریان خون: دراکولا مسافر کشتی دمیتر است که محموله‌هایی شامل جعبه‌های خاک را از ترانسیلوانیا به مقصد انگلستان حمل می‌کند. این کشتی توسط شخصیتی مرموز و نادیده به نام بالاور اجاره شده‌است و همه مسافران ظاهراً منتسب به او هستند. دراکولا مسافران و خدمه را یکی پس از دیگری کشته و خاطرات و ویژگی‌های آنها را تصاحب می‌کند. معلوم می‌شود که دراکولا همان بالاور است و همسفرانش را با دقت انتخاب کرده تا برای ورود به جامعه انگلستان آماده شود. |             |                           |
| ۳ | پل مک‌گوگان  | مارک گیتیس و استیون موفات |
| قطب‌نمای تاریک: دراکولا از تابوت خود بیرون آمده و با دکتر زوئی ون هلسینگ ملاقات می‌کند. دراکولا پس از آشامیدن خون او، دچار استفراغ می‌شود. سپس دراکولا را برای مطالعه در آزمایشگاه حبس و از خونش نمونه‌برداری می‌کنند. اما او از طریق تماس با وکیلی که آنها تهدید به افشاگری می‌کند، آزاد می‌شود. زوئی خون دراکولا را می‌نوشد و خاطرات خواهر آگاتا را تجربه می‌کند. پس از آنکه زوئی که بر اثر سرطان می‌میرد، شروع به ادغام با شخصیت آگاتا می‌کند. زوئی به خانه دراکولا در لندن سفر می‌کند. |             |                           |

## آینده
در فوریه ۲۰۲۰، بنگ علاقه خود را به سریال دوم ابراز کرد. گتیس نیز گفت: "ظاهراً اگر خون را روی خاکستر دراکولا بریزید، او برمی‌گردد. چه کسی می‌داند؟ دراکولا تمایل به بازگشت دارد، این کاری است که خون‌آشام‌ها انجام می‌دهند. اما ما نمی‌دانیم -آیا نمایش برمی‌گردد یا خیر. -"